# Dzwonek (źródło)

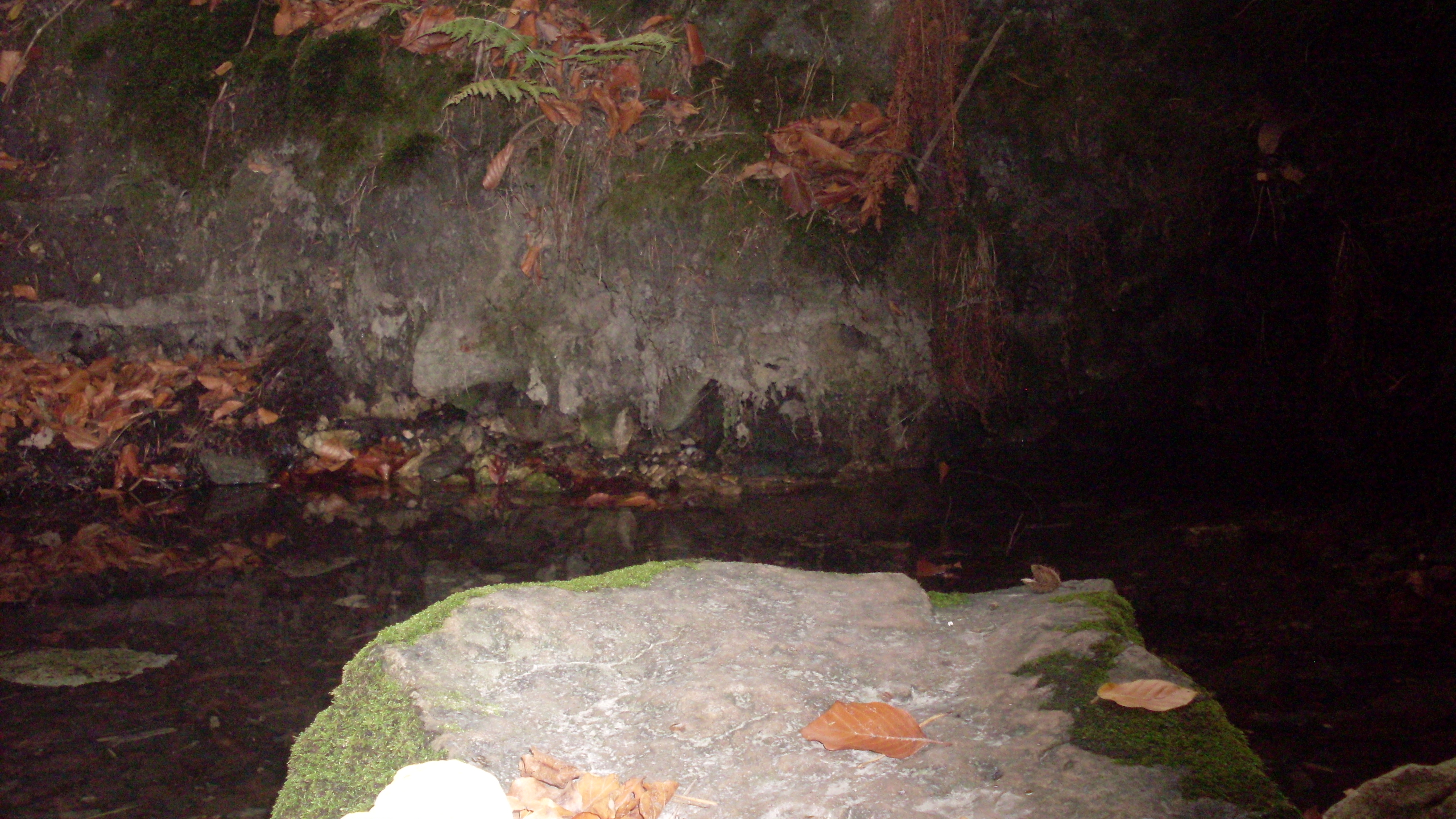
Źródło Dzwonek

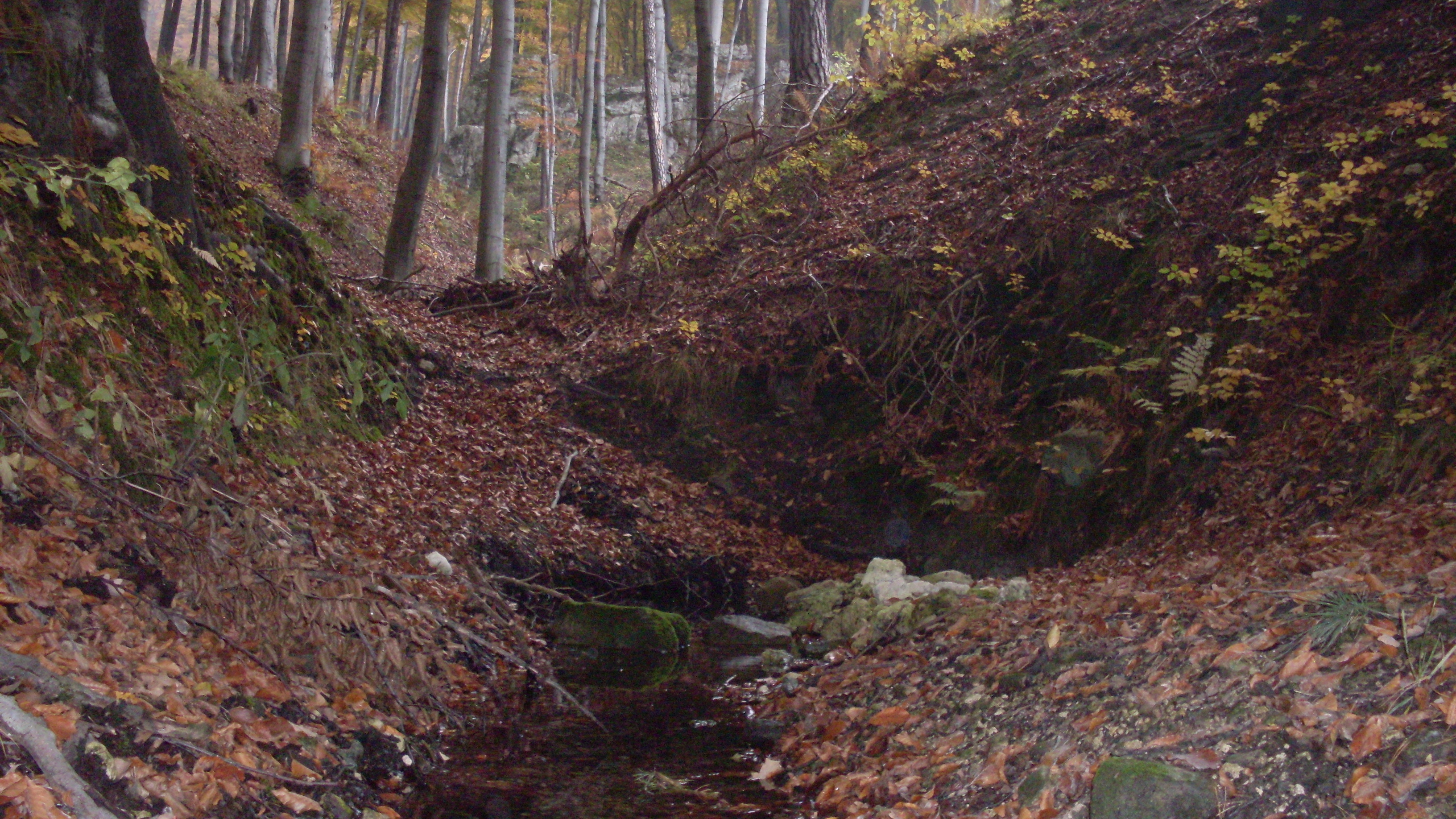
Źródło Dzwonek

Dzwonek – obfite źródło krasowe w prawej (wschodniej) odnodze Doliny nad Żbikiem (zwanej też doliną Dzwonek) na Wyżynie Olkuskiej w północnej części należącego do Krzeszowic osiedla Żbik. Źródło znajduje się w Parku Krajobrazowym Dolinki Krakowskie, z niego rozpoczyna bieg potok Dzwonek, który wpada lewobrzeżnie do Krzeszówki.